# 东亚前海证券
东亚前海证券有限责任公司，是由香港本地最大独立银行东亚银行作为主要股东与深圳市银之杰科技股份有限公司（深交所：600035）、晨光控股（集团）有限公司、前海金融控股有限公司，共同出资组建的合资证券公司。2017年8月9日，东亚前海证券根据内地与香港关于建立更紧密经贸关系的安排补充协议十（简称“CEPA10”）的具体指引正式设立，目前在深圳、上海、北京、杭州、广州、成都、厦门等城市设有分公司。公司的业务范围包括证券经纪、证券承销与保荐、证券资产管理、证券自营和证券投资咨询。